# シュタイアーマルク州営鉄道VT 31-35形気動車
この項目では、オーストリアの交通事業者のシュタイアーマルク州営鉄道（現：シュタイアーマルク鉄道）が、軌間760 mm（ボスニア軌間）のムアタール鉄道へ向けて1980年代以降導入した気動車について解説する。

## 概要
1970年代、モータリーゼーションの影響を受けて存廃が議論され、一部区間の廃止も断行された軌間760 mmのムアタール鉄道について、約65 kmの区間の運行を継続する事が決定した。だが、その際に課題となったのは車両を始めとする路線の抜本的な近代化だった。ムアタール鉄道を運営していたシュタイアーマルク州営鉄道は従来のものと比べて軽量かつ高速運転が可能な車両を求めていたが、当時そのような車両は存在せず、最終的に自社で独自にノッツ機械工場（Maschinenfabrik Knotz）（現：アルストム）とブラウン・ボベリ（機器）へ車両の発注を実施する事となった。これが一連の気動車である。
普通列車として使用される事や車両を軽量化させる関係から、トイレは動力車の車内に存在せず制御車のみに設置されている他、乗降扉は軽量の折り戸が、窓は換気用フラップ付きの固定窓が採用されている。また、車内の乗降扉付近には荷物を置く事ができるスペースがあり、その部分の座席は折り畳みが可能となっている。

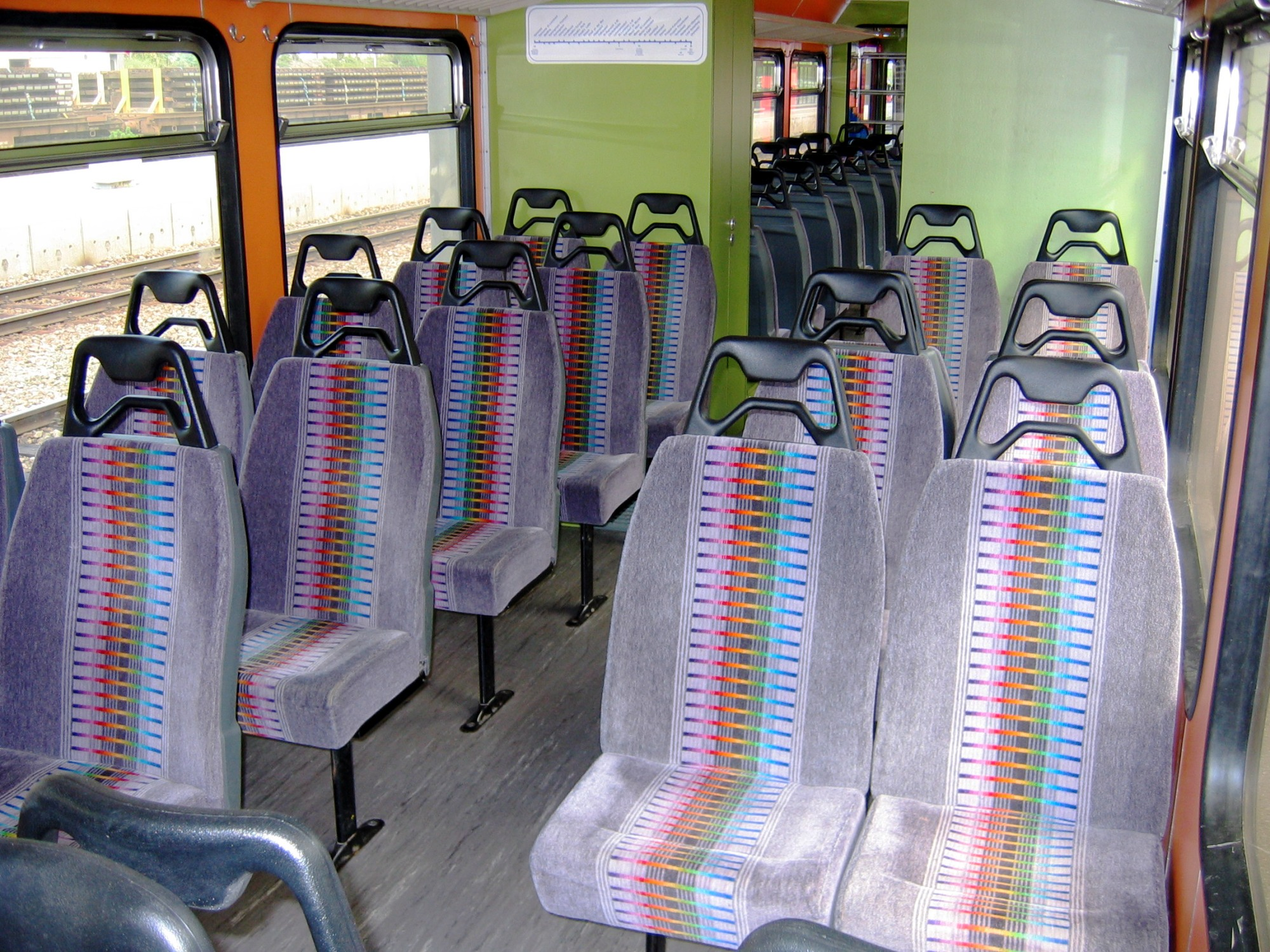
車内
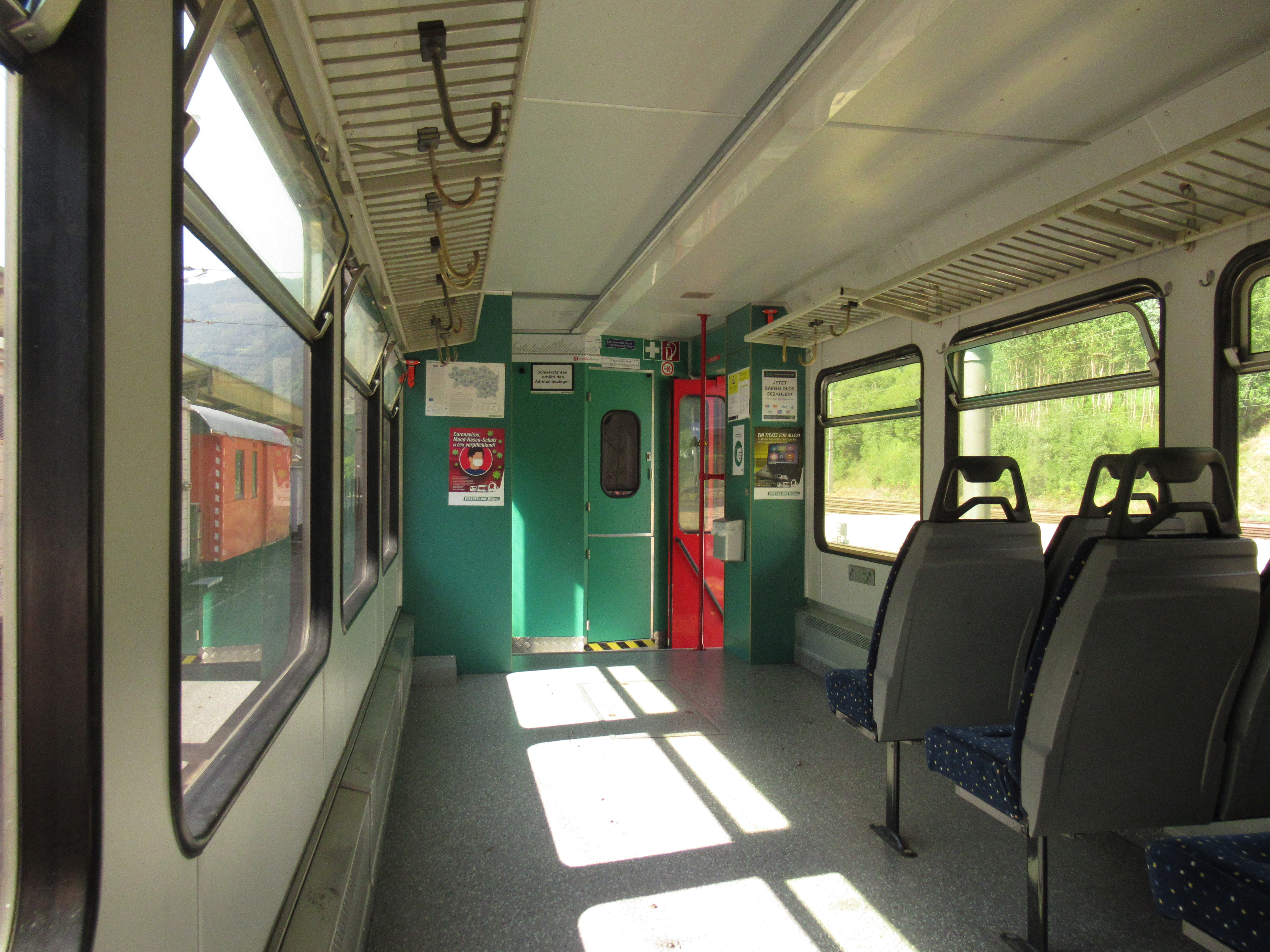
車内の荷物置き場
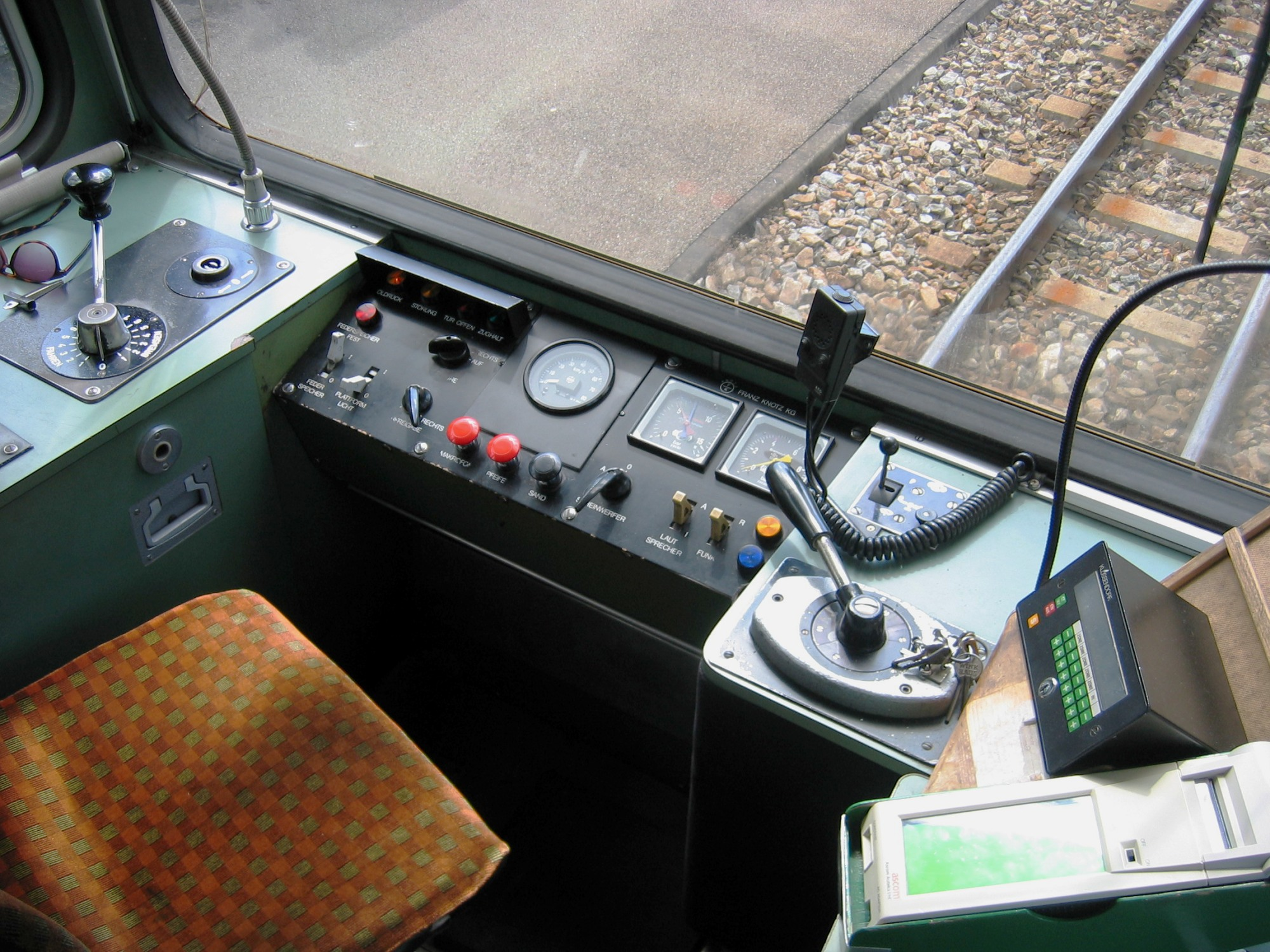
運転台

連結器はシャルフェンベルク式自動連結器が、制動装置は圧縮空気ブレーキおよび電気抵抗ブレーキが用いられているが、これらは従来ムアタール鉄道などオーストリアの軌間760 mmで使用されていた車両と仕組みが異なるため、それらの車両と連結しての営業運転は不可能となっている。

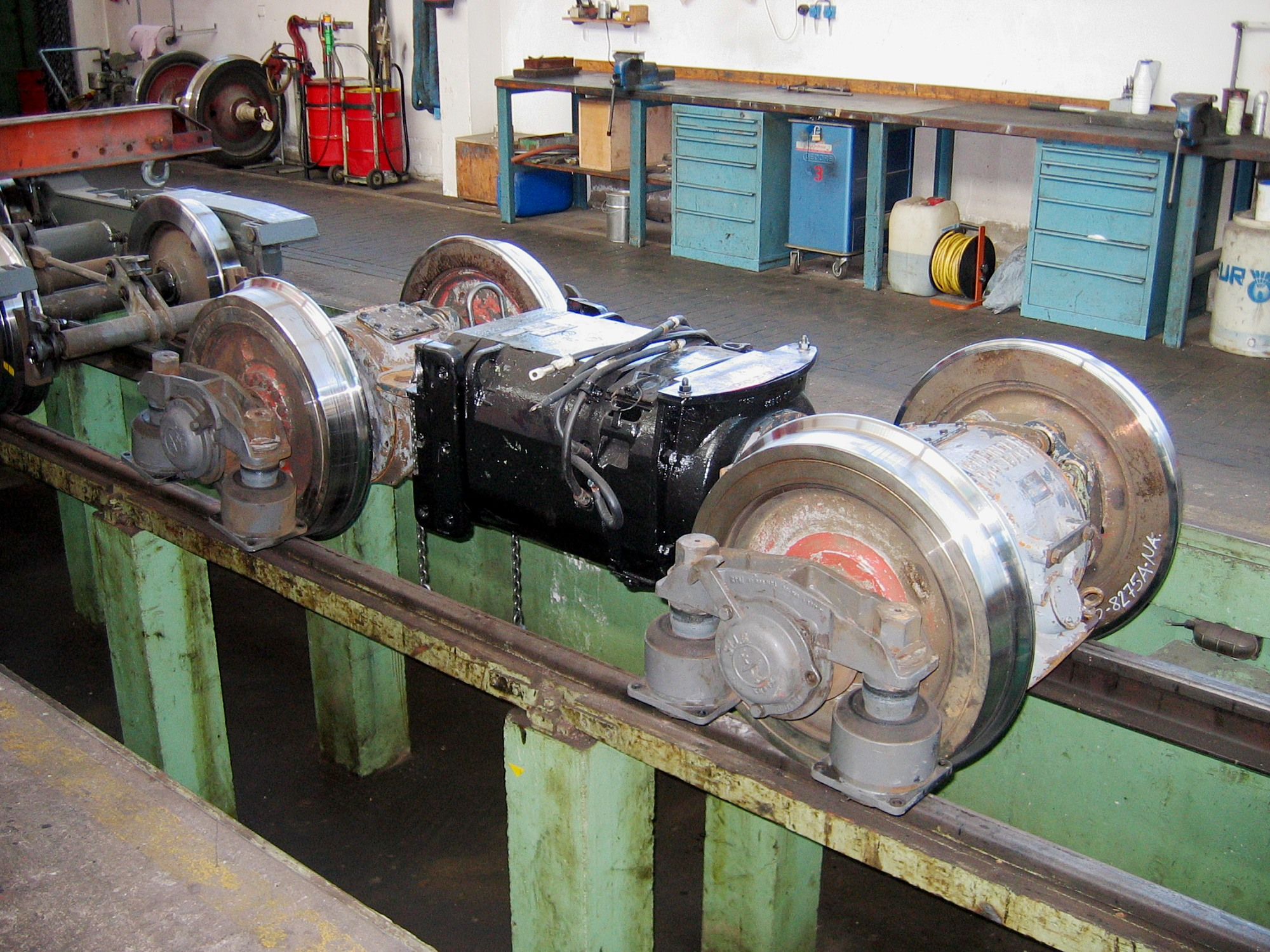
台車
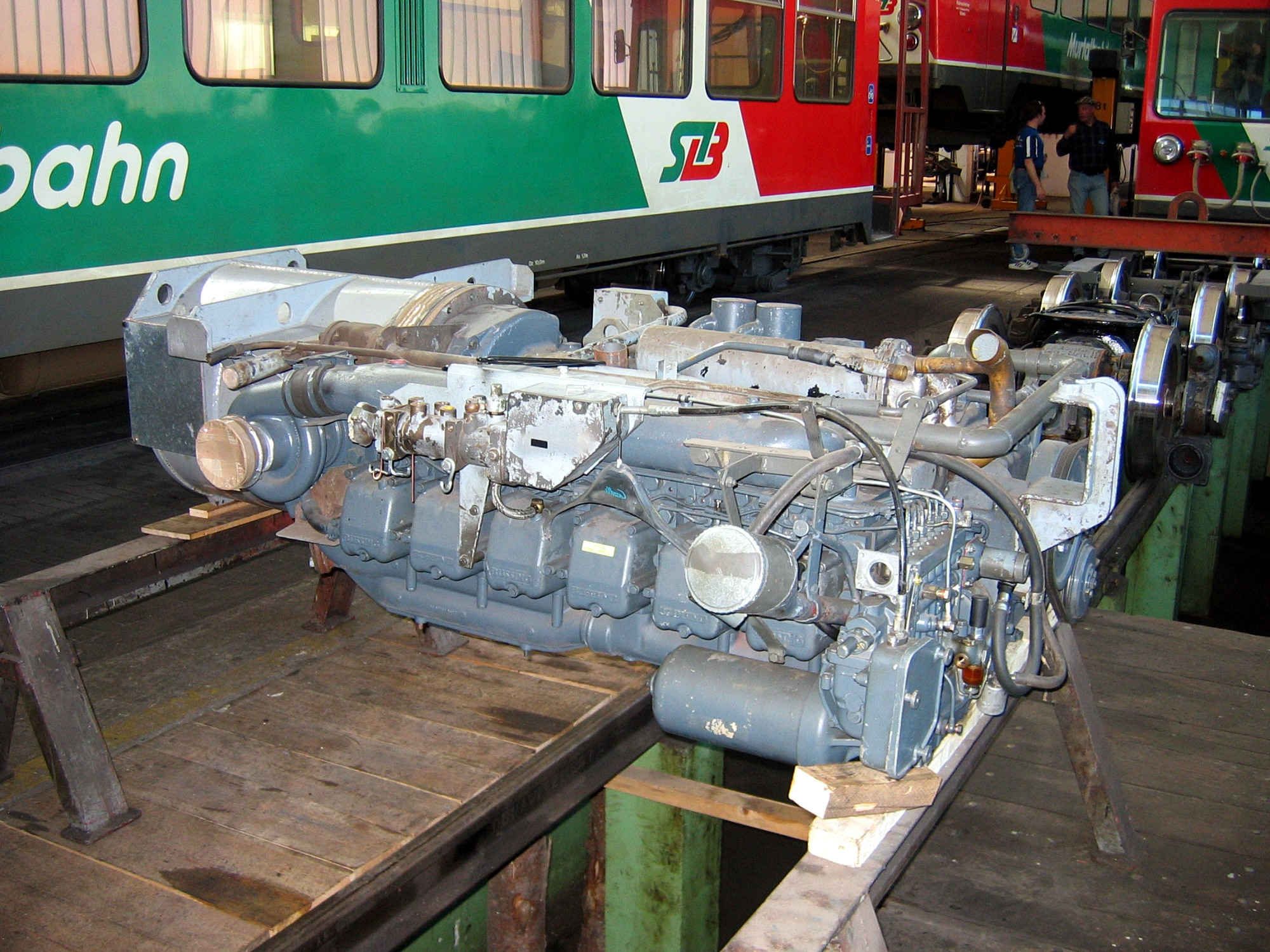
ディーゼルエンジン
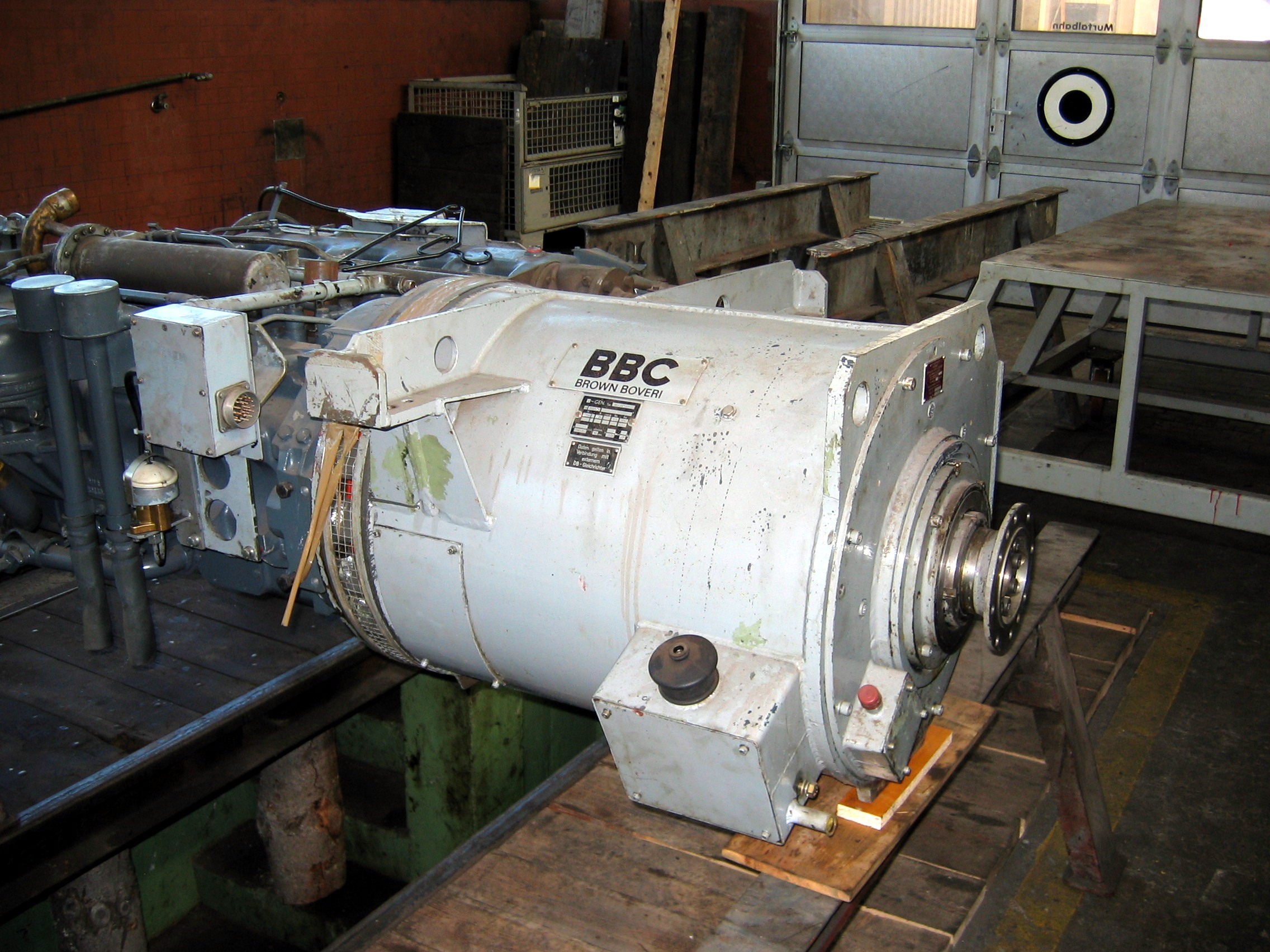
発電機

1980年から1982年にかけて動力車が4両（VT 31 - 34）、制御車が4両（VS 41 - 44）、これらの車両と連結可能な郵便客車が1両導入された後、1999年にも動力車が1両（VT 35）、イェンバッハ工場によって製造された。ただしこの増備車については1980年代製の車両と比べ機器などに大幅な変更が生じたため、従来の車両への連結対応工事が行われるまでは通学輸送のみに使用された。改造後は全車とも区別なく、動力車と制御車による1 - 2両編成で使用されている。これらの車両はムアタール鉄道の近代化に大きく貢献し、以降オーストリアにおける軌間760 mmの鉄道路線に同型の車両が多数導入されるきっかけとなった。

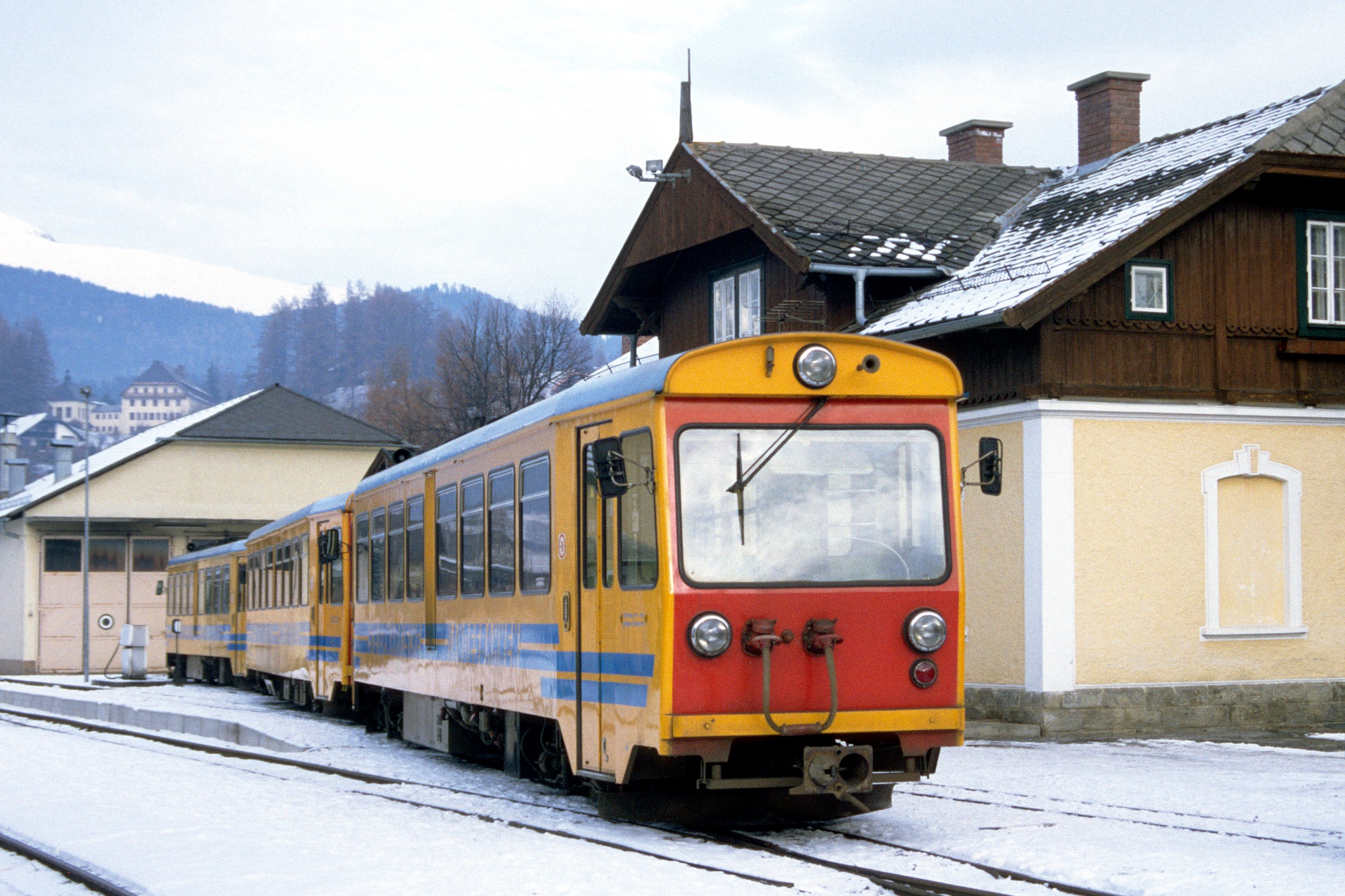
登場時の塗装（1993年撮影）
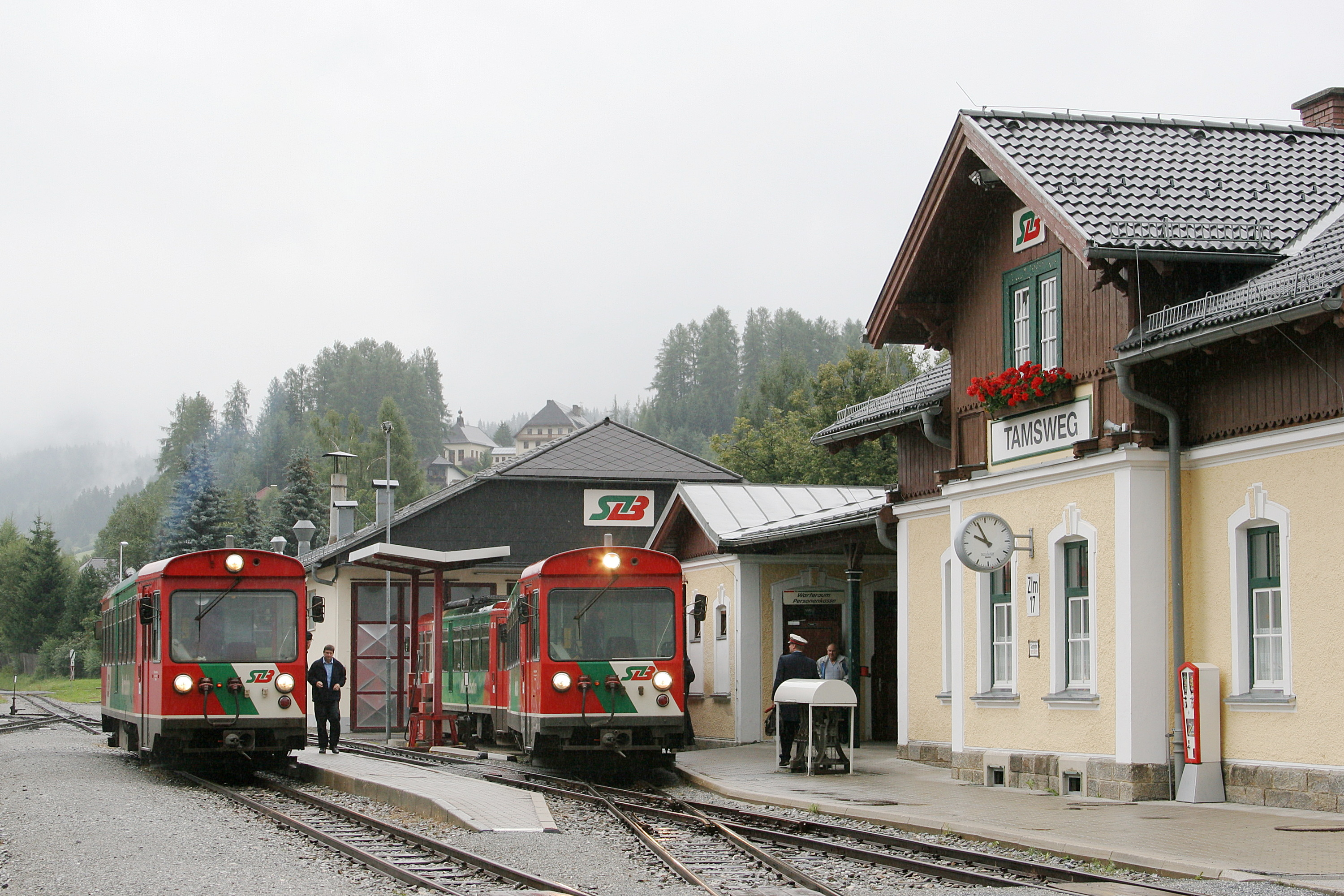
駅で並ぶ車両（2006年撮影）
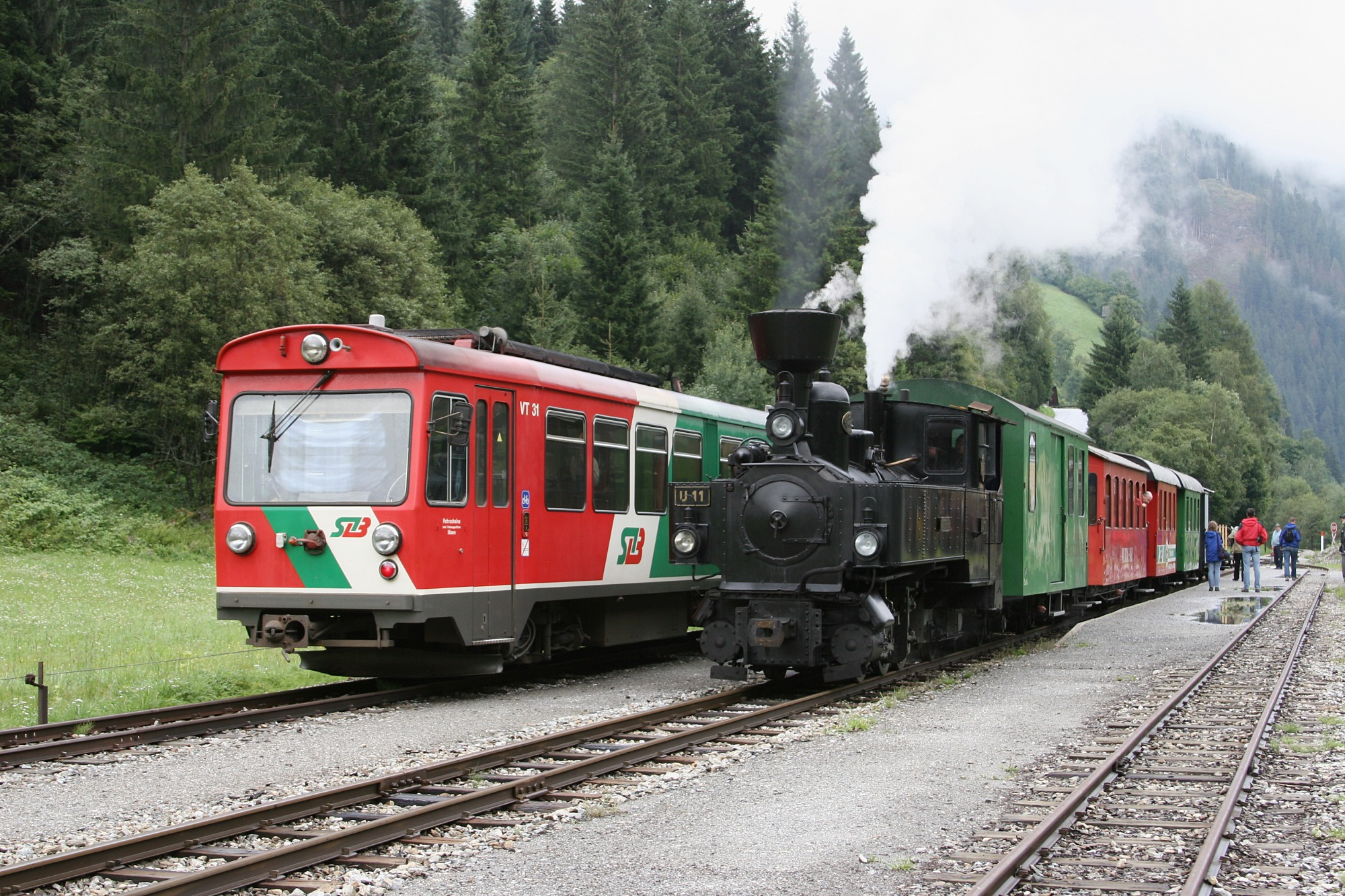
蒸気機関車列車と並ぶ車両（2005年撮影）

## 関連形式
- ムアタール鉄道向け気動車を基に開発された車両[4][10]

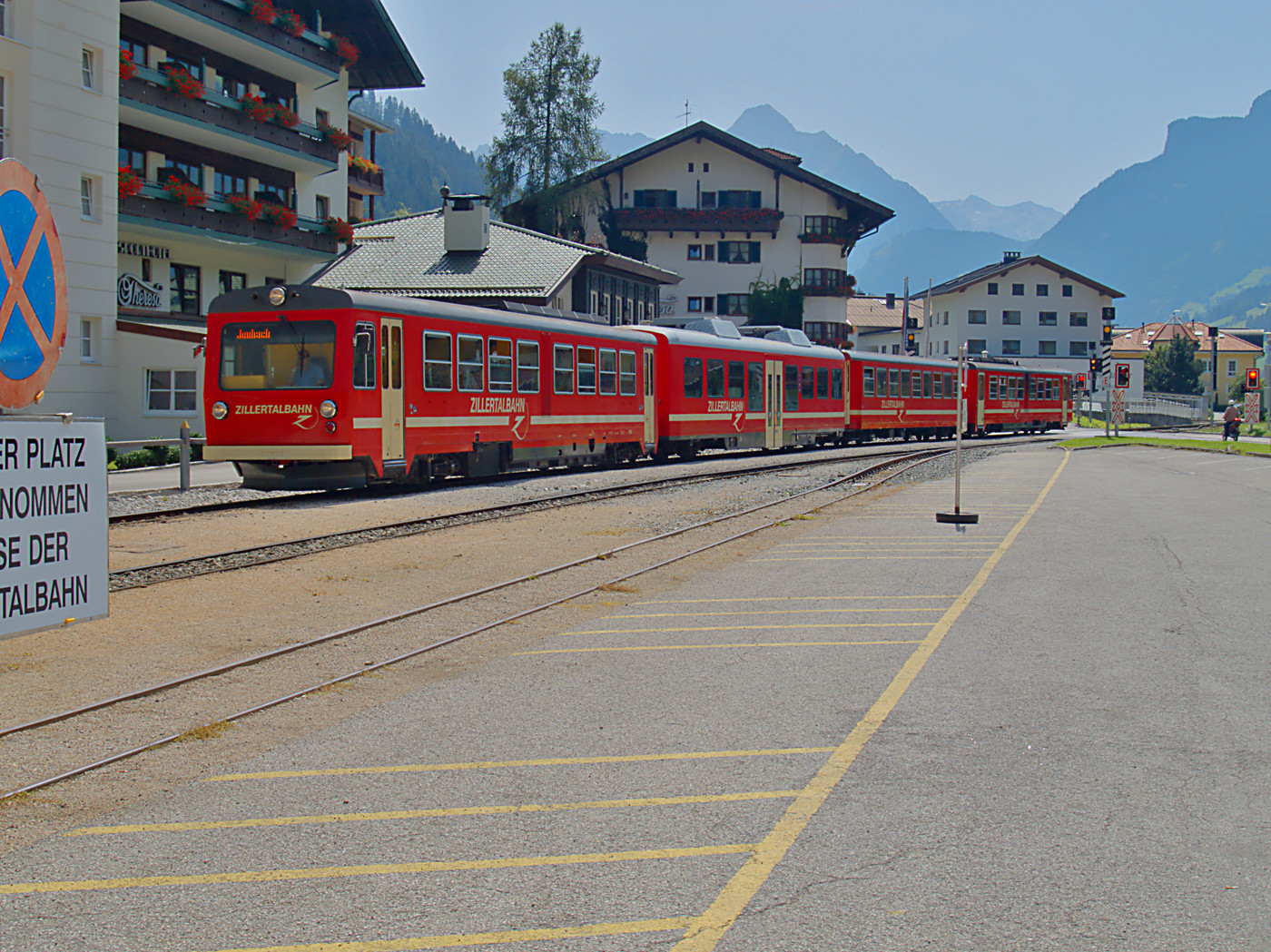
ツィラータール鉄道VT 3-8形気動車
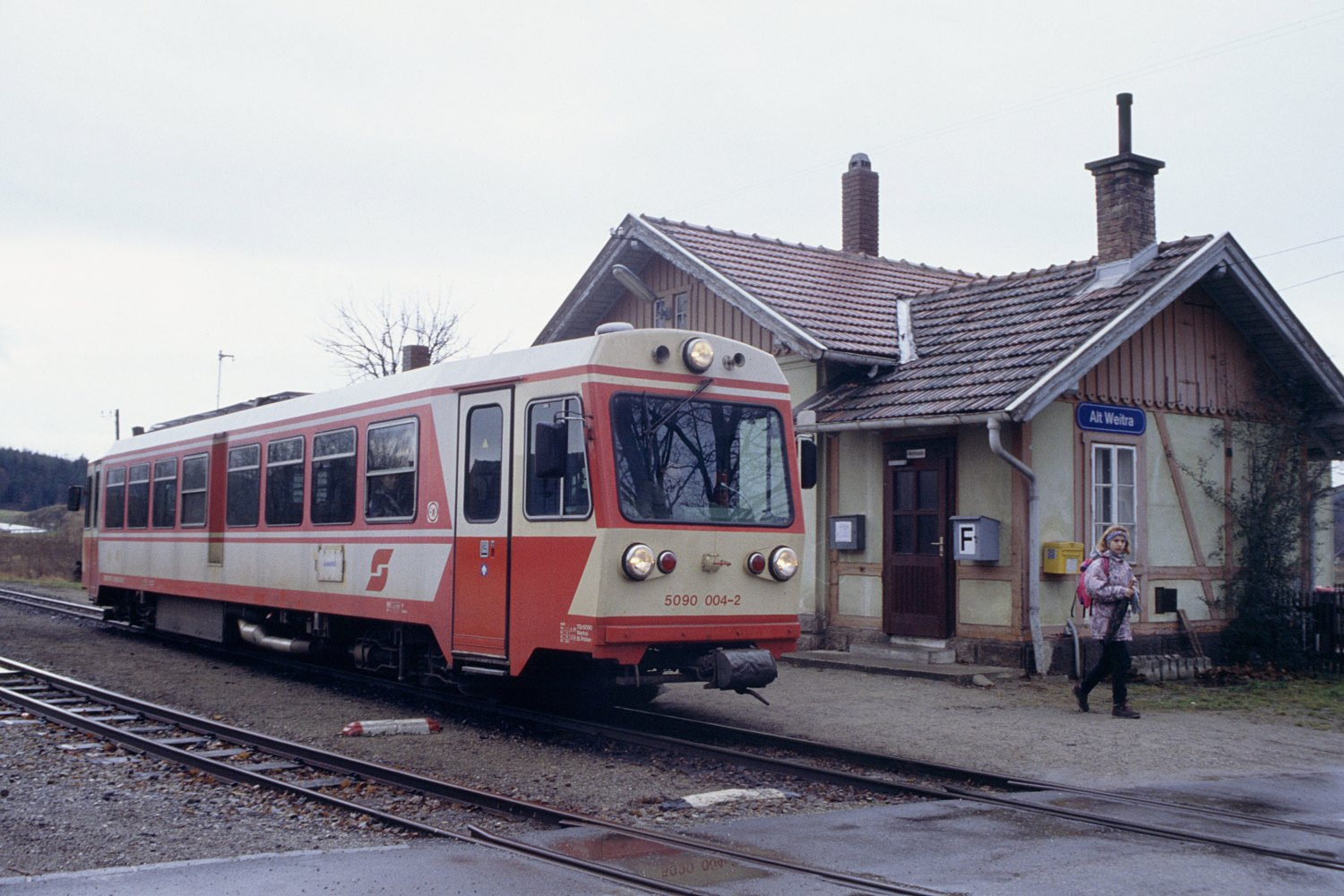
オーストリア連邦鉄道5090形気動車